# Lac Peninsula
Pour les articles homonymes, voir Peninsula.
Le lac Peninsula (en anglais : Peninsula Lake) est un lac américain dans le comté de Tuolumne, en Californie. Il est situé à 2 686 mètres d'altitude au sein de la Yosemite Wilderness, dans le parc national de Yosemite.